# Салтанівка (станція)
Салтанівка — залізнична станція Гомельського відділення Білоруської залізниці  на електрифікованій лінії Гомель — Жлобин між зупинними пунктами Забаб'є та Стара Рудня. Розташована в однойменному селі Салтанівка Жлобинського району Гомельської області.